# Лейкв'ю-Норт (Вайомінг)
Лейкв'ю-Норт (англ. Lakeview North) — переписна місцевість (CDP) в США, в окрузі Платт штату Вайомінг. Населення — 97 осіб (2020).

## Географія
Лейкв'ю-Норт розташований за координатами 42°5′49″ пн. ш. 104°57′31″ зх. д. / 42.09694° пн. ш. 104.95861° зх. д. (42.096984, -104.958630).  За даними Бюро перепису населення США в 2010 році переписна місцевість мала площу 2,22 км², уся площа — суходіл.

## Демографія
Згідно з переписом 2010 року, у переписній місцевості мешкали 84 особи в 37 домогосподарствах у складі 29 родин. Густота населення становила 38 осіб/км².  Було 37 помешкань (17/км²).
Расовий склад населення:
| - 98,8 % — білих |

До двох чи більше рас належало 1,2 %. Частка іспаномовних становила 2,4 % від усіх жителів.
За віковим діапазоном населення розподілялося таким чином: 17,9 % — особи молодші 18 років, 58,3 % — особи у віці 18—64 років, 23,8 % — особи у віці 65 років та старші. Медіана віку мешканця становила 54,7 року. На 100 осіб жіночої статі у переписній місцевості припадало 127,0 чоловіків;  на 100 жінок у віці від 18 років та старших — 102,9 чоловіків також старших 18 років.
Цивільне працевлаштоване населення становило 48 осіб. Основні галузі зайнятості: мистецтво, розваги та відпочинок — 52,1 %, транспорт — 47,9 %.